# Schokkend Groningen
Schokkend Groningen is een actiegroep die strijd voert tegen de gaswinningsproblematiek in Groningen.
Schokkend Groningen is een afsplitsing van de Groninger Bodem Beweging die een radicalere aanpak voorstaat. Dit deed de groep dermate radicaal dat zij opdook in het Dreigingsbeeld Terrorisme Nederland van de Nationaal Coördinator Terrorismebestrijding. De groep kwam onder meer in het nieuws doordat zij gaswinningslokaties bezet hielden.
Eind november 2015 gaf de actiegroep aan zich op de achtergrond te houden, nadat het doel bereikt was: minder gaswinning.
Voorman Lanting kwam in eind 2017 in het nieuws omdat hij Nederland "ontvlucht" is; zijn bedrijf zou failliet zijn gegaan door de gaswinning en hijzelf zou aan PTSS lijden. Eerder was Lanting onder meer opgepakt wegens het stalken van de Nederlandse Aardolie Maatschappij.